# Статкувене, Стефания
Стефания Статкувене (лит. Stefanija Statkuvienė; род. 5 сентября 1962, Куршенай, Шяуляйский район), в девичестве Вильнюте (лит. Vilniūtė) — советская и литовская легкоатлетка, специалистка по бегу на средние и длинные дистанции, кроссу, стипльчезу, марафону. Выступала в 1980-х, 1990-х и 2000-х годах, победительница всесоюзных и республиканских соревнований, призёрка крупных международных стартов, участница летних Олимпийских игр в Атланте. Мастер спорта СССР.

## Биография
Стефания Вильнюте родилась 5 сентября 1962 года в городе Куршенай, Литовская ССР.
Серьёзно заниматься лёгкой атлетикой начала в 1980 году, когда окончила местную старшую школу и поступила в Каунасский политехнический институт. С середины 1980-х годов входила в число сильнейших литовских бегунов, неоднократно выигрывала республиканские первенства в кроссе, беге на 800, 3000, 10 000 метров, беге на 2000 метров с препятствиями, полумарафоне, марафоне и других дисциплинах. В 1987 году выполнила норматив мастера спорта СССР.
В 1988 году на чемпионате СССР в Киеве заняла четвёртое место в 2000-метровом стипльчезе.
В 1989 году в выиграла серебряную медаль в беге на 3000 метров на зимнем чемпионате СССР в Гомеле, бронзовую медаль в беге на 2000 метров с препятствиями на летнем чемпионате СССР в Горьком.
В 1990 году среди прочего взяла бронзу в дисциплине 1500 метров на зимнем чемпионате СССР в Челябинске.
После распада Советского Союза в 1991 году Статкувене переехала на постоянное жительство в Бельгию и затем в течение многих лет представляла легкоатлетический клуб из Ронсе на различных коммерческих стартах в Европе.
В 1993 году в составе литовской сборной выступила на чемпионате мира по полумарафону в Брюсселе, заняла 27-е место.
В 1994 году одержала победу на Реймсском марафоне, финишировала седьмой на Парижском марафоне, заняла 29-е место на впервые проводившемся чемпионате Европы по кроссу в Алнике.
В 1995 году показала 46-й результат на чемпионате мира по кроссу в Дареме, была пятой на Туринском марафоне, второй на Реймсском марафоне, 26-й на чемпионате Европы по кроссу в Алнике.
В 1996 году закрыла тридцатку сильнейших на кроссовом чемпионате мира в Стелленбосе, с результатом 2:36:42 заняла 14-е место на Бостонском марафоне. Удостоилась права представлять Литву на летних Олимпийских играх в Атланте — в программе марафона показала время 2:39:51, расположившись в итоговом протоколе на 40-й строке.
В 1997 году финишировала восьмой на Чикагском марафоне (2:36:52).
В 1998 году заняла 15-е место на Чикагском марафоне (2:42:16) и 35-е место на чемпионате Европы по кроссу в Ферраре.
В 1999 году показала 68-й результат на кроссовом чемпионате мира в Белфасте, 46-е место на чемпионате мира по полумарафону в Палермо, 35-е место на кроссовом чемпионате Европы в Веленье.
В 2000 году показала 64-й результат на чемпионате мира по кроссу в Виламуре, 45-й результат на чемпионате Европы по кроссу в Мальмё.
На кроссовом чемпионате мира 2001 года в Остенде заняла 65-е место.
Завершила спортивную карьеру по окончании сезона 2008 года, после чего работала в коммерческой компании Ltwood.